# Fon
Fonul este o unitate de măsură a tăriei sunetelor, egală cu tăria unui sunet a cărei intensitate auditivă este de 1,26 ori mai mare decât intensitatea pragului auditiv inferior.
Prin definiție, 1 fon este egal cu 1 dBSPL la frecvența de 1 kHz.
Fonul este unitatea de măsură fiziologică de percepție de către urechea umană a celei mai slabe excitații sonore. S-a admis că cifra 80 pe scara de decibeli, sau pe scara de foni, reprezintă pragul la care intensitatea sunetului devine nocivă.